# Krydsning
En krydsning eller hybrid er en blanding af to arter, fremkommet ved kønnet formering. Man kan derudover også tale om krydsninger mellem underarter, arter, racer eller sorter.
Normalt definerer man populationer som forskellige arter, når de ikke kan få forplantningsdygtigt afkom. Men der kan være tilfælde, hvor arter, som er nært beslægtede, trods alt kan få sterilt afkom.
Muldyret er fx en normalt steril krydsning imellem hest og æsel. Det er dog helt undtagelsesvis sket, at et (hun-)muldyr har fået et føl. 
Også hos planter er krydsninger ofte helt eller delvis sterile, men der er mange undtagelser, hvor frugtbarheden er helt normal. Det kan skyldes at "arterne" er noget menneskene har opfundet, eller at mange planter kun kan mødes med hjælp fra mennesker. Et eksempel på sådan et møde har man i den ofte sete krydsning mellem arterne Sitka-Gran (Picea sitchensis) og Søjle-Gran (Picea omorika).
Hos plantearter kan man nogle steder finde glidende overgange, naturhybrider, imellem to arter. Da planter ikke kan flytte sig så nemt som dyr, og naturhybriden ikke kan klare sig de steder, hvor forældrearterne lever, kan man have to selvstændige arter med en naturhybrid.
Når først en hybrid plante er opstået - naturligt eller ved menneskelig hjælp - kan den videreformeres ved vegetativ formering, hvilket ofte udnyttes indenfor havebrug og gartneri.

## Billeder
- Dag-Pragtstjerne.
- Hybriden mellem Dag-Pragstjerne og Aften-Pragtstjerne
- Aften-Pragtstjerne

## Hybrider
Eksempler på nogle krydsninger og deres navne:
| Hun     | Han     | Resultat        |
| Hest    | Æsel    | muldyr          |
| Æsel    | Hest    | mulæsel         |
| Æsel    | Zebra   | Zedonk / Zonkey |
| Hest    | Zebra   | Zebroid / Zorse |
| Løve    | Leopard | Leopon          |
| Leopard | Løve    | Liard / Lipard  |
| Puma    | Leopard | Pumapard        |
| Leopard | Tiger   | Tigard          |
| Løve    | Jaguar  | Jaglion         |
| Løve    | Tiger   | Tigon           |
| Tiger   | Løve    | Liger           |
| Jaguar  | Tiger   | Tiguar          |